# Pavlová
Pavlová (bis 1948 slowakisch „Páld“; ungarisch Garampáld oder Páld) ist eine Gemeinde im Westen der Slowakei mit 205 Einwohnern (Stand 31. Dezember 2024), die zum Okres Nové Zámky, einem Kreis des Nitriansky kraj, gehört.

## Geographie
Die Gemeinde befindet sich im Hügelland Ipeľská pahorkatina innerhalb des slowakischen Donautieflands, am linken Ufer des Flüsschens Perec, kurz vor der Mündung in den Hron. Das Ortszentrum liegt auf einer Höhe von 138 m n.m. und ist 14 Kilometer von Štúrovo sowie 51 Kilometer von Nové Zámky entfernt.
Nachbargemeinden sind Bíňa im Westen und Norden, Sikenička im Nordosten, Salka im Osten und Kamenín im Süden.

## Geschichte

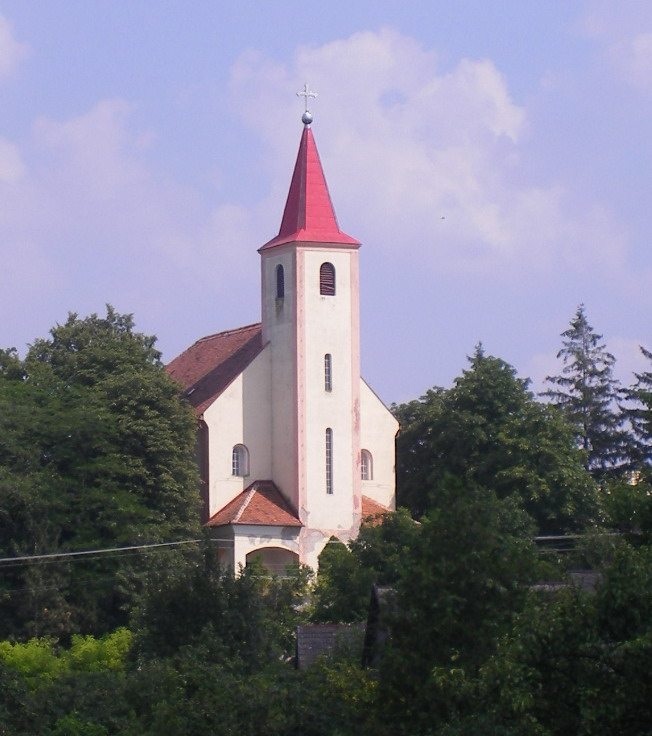
Kirche in Pavlová

Pavlová wurde zum ersten Mal 1135 als Pauli schriftlich erwähnt. Gegen Ende des 13. Jahrhunderts erhielt das Graner Kapitel den Ort und blieb dessen Besitzer bis zum 19. Jahrhundert. Während der türkischen Besatzung des Gebiets wurde das Dorf zerstört. 1715 gab es 18, 1720 20 Haushalte, 1828 zählte man 49 Häuser und 302 Einwohner.
Bis 1918/1919 gehörte der im Komitat Hont liegende Ort zum Königreich Ungarn und kam danach zur Tschechoslowakei beziehungsweise heute Slowakei. Auf Grund des Ersten Wiener Schiedsspruchs lag er 1938–1945 noch einmal in Ungarn. Von 1976 bis 1990 war Pavlová Teil der Gemeinde Sikenička.

## Bevölkerung
| Jahr                | 1994 | 2004     | 2014     | 2024     |
| ------------------- | ---- | -------- | -------- | -------- |
| Anzahl der Personen | 323  | 274      | 236      | 205      |
| Unterschied         |      | −15,17 % | −13,86 % | −13,13 % |

| Jahr                | 2023 | 2024   |
| ------------------- | ---- | ------ |
| Anzahl der Personen | 200  | 205    |
| Unterschied         |      | +2,5 % |

Nach der Volkszählung 2011 wohnten in Pavlová 250 Einwohner, davon 227 Magyaren, 14 Slowaken und ein Tscheche. Acht Einwohner machten keine Angabe zur Ethnie.
237 Einwohner bekannten sich zur römisch-katholischen Kirche und ein Einwohner zur reformierten Kirche. Bei 12 Einwohnern wurde die Konfession nicht ermittelt.

## Bauwerke und Denkmäler
- römisch-katholische Lorenzkirche im Secessionsstil aus dem 19. Jahrhundert[6]